# Коровин, Иван Иванович
Иван Иванович Коровин (род. Верховажье) — российский мореход XVIII века. Участвовал в трёх продолжительных плаваниях по Тихому океану, организатор промысловых экспедиций в Русскую Америку.
Именем Коровина названы географические объекты в Беринговом море: остров в группе островов Шумагина в восточной части Алеутской гряды в заливе Аляска; пролив между островами Коровина и Попова; залив или бухта и мыс на северной стороне острова Атка, одного из Андреяновских в гряде Алеутских.
В первое плавание к Алеутским островам отправился на судне «Святая Живоначальная Троица» компании иркутского купца Никанора Трапезникова.
Вторая и третья (последняя) экспедиция Ивана Коровина совершены на судне «Святой Пётр и Павел», принадлежавшем компании тотемских купцов Пановых..